# Liliental (Band)
Liliental war eine deutsche Studio-Band.
Liliental wurde von dem von Cluster kommenden Dieter Moebius zusammengestellt, um 1976 ein Album aufzunehmen. Neben Moebius waren daran auch Hellmut Hattler und Johannes Pappert (beide von Kraan) beteiligt, weiter Asmus Tietchens und Okko Bekker. Die Aufnahmen wurden in der Produktion von Conny Plank, der sich auch musikalisch aktiv beteiligte, getätigt und zwei Jahre später auf Brain veröffentlicht; bekannt wurde die Nummer Wattwurm. Alle Mitglieder wandten sich danach wieder anderen Projekten zu.

## Diskografie
- 1978: Liliental (LP, Brain 60.117)